# 伏笔
伏筆，是一種文學手法，指作者藉助文中的一系列暗示來讓讀者能夠預知故事情節將會有的發展。典型實例，如《紅樓夢》，作者在小說中加入了大量的判詞、詩詞來暗示人物的命運。如「子系中山狼，得志便猖狂。金閨花柳質，一載赴黃粱」，即暗示賈迎春將來的悲劇命運-子系為「孫」的拆解，指孫紹祖。賈迎春最終被孫紹祖虐待而死。